# Dan Zetterstrom
Dan Zetterström (1º giugno 1954) è un ornitologo e illustratore svedese.
È conosciuto soprattutto come co-autore, assieme al connazionale Lars Svensson ed all'irlandese Killiam Mullarney, del celebre Collins Bird Guide, Ha fatto parte, dal 1989 al 1997, del Comitato svedese per le specie rare. Tra le altre pubblicazioni in campo ornitologico di cui è stato illustratore troviamo Philip's Guide to Birds of Britain and Europe, Handbook of Bird Identification e Birds of the Western Palearctic.